# Gille de Vliegová
Gille de Vliegová (nepřechýleně Gille de Vlieg; * 26. července 1940, Plymouth) je jihoafrická fotografka a aktivistka proti apartheidu. Narodila se v Anglii a s matkou se přestěhovala do Jihoafrické republiky, když jí byly 3 roky. Během apartheidu byla členkou jak Black Sash, tak jednou z mála žen ve fotografickém kolektivu Afrapix. Její snímky byly publikovány v novinách, časopisech a knihách doma i v zahraničí. Na rozdíl od mnoha svých kolegů, de Vliegová získala za svou práci až donedávna malý veřejný ohlas. O své práci říká: "Chtěla jsem přispět k alternativnímu pohledu na Jihoafrickou republiku, k pohledu, který tehdy na jihoafrické televizní obrazovce neviděl." Její snímky pokrývají následující témata: odebírání půdy, životní styl na venkově, životní styl městyse, genderový životní styl, Sjednocená demokratická fronta (UDF), kampaň proti obtěžování, policejní násilí, protesty proti trestu smrti, pohřby, Black Sash, protesty proti začlenění do Bophuthatswany ; Release Mandela Campaign, End Conscription Campaign (ECC), odpůrci vojenské služby, Africký národní kongres (ANC) Welcome Home Rally, Day of the Vow (Geloftedag), děti ulice a bezdomovci.

## Životopis
Gille de Vliegová se narodila jako Gillian Ruth Hemsonová v Plymouthu v Anglii v roce 1940 během nacistického náletu na město. Poté, co ztratila svůj domov při pozdějším bombardování, se s matkou v únoru 1944 přestěhovala do Durbanu v Jihoafrické republice. Její otec byl poslán admiralitou (královským námořnictvem), aby pracoval na radarových instalacích na námořní základně Simon's Town a později na ostrově Salisbury v Durbanu.
V roce 1958 de Vliegová vystudovala jako zdravotní sestra v nemocnici Grays v Pietermaritzburgu. Po získání diplomu pracovala v Londýně a seznámila se se svým prvním manželem, novinářem Iainem Patonem Millarem. Po krátkém období v provincii Katanga v KDR se v roce 1963 přestěhovala do Johannesburgu, kde se jí narodily dcery Ruth a Katherine. Katherine zemřela, když jí bylo devět měsíců a její manželství s Iainem se rozpadlo těsně před narozením syna Andrewa. Žila nějakou dobu v Botha's Hill a Durbanu, kde se seznámila a provdala se za Roba de Vliega, výrobce plachet. Přestěhovali se zpět do Johannesburgu, aby v roce 1975 založili jeho firmu. Teprve v roce 1982 se připojila k Johannesburg Black Sash jako dobrovolnice a brzy byla zařazena do jejich regionálního výboru a stala se místopředsedkyní. Bylo to během vrcholu studentských nepokojů v Tembise v roce 1984, kdy Gille de Vliegová poprvé navázala kontakt s Gregem Thularem, organizátorem COSAS v Tembise. Během této doby pomalu studovala politiku UDF a ANC. Jednou z jejích povinností v Black Sash byla práce s venkovskými komunitami, kterým hrozilo vystěhování do vlasti, a brzy se začala zajímat o fotografii. Když ji Paul Weinberg požádal, aby se připojila k Afrapix, odpověděla: "Dobře, přijdu pracovat pro Afrapix, ale nepracuji jako sekretářka, chci být fotografkou." Měla fotoaparát a několik objektivů, ale o fotografování věděla velmi málo. Paul Weinberg ji naučil zpracovávat film a Cedric Nunn ji naučil tisknout. Rychle si uvědomila, že může použít fotografii jako prostředek protestu. Následujících několik let strávila dokumentováním různých obcí a venkovských oblastí převážně v bývalém Transvaalu. Vzhledem k tomu, že tehdy bylo pro bílou ženu nezákonné vstoupit do černošských čtvrtí, lhala, aby získala povolení od rady Tembisa, a nakonec jí bylo povoleno do Tembisy pod záminkou fotografování pro Anglo American. Při práci v Tembise se setkala s dalšími členy COSAS včetně takových jako byli například Debra Marakalala, Sipho (Sandile) Qwabe, Tshepo Mphuti a Reuben Mahlagare. Mezi nimi a de Vliegovou vznikla důvěra. Její dům na bezpečném severním předměstí Johannesburgu byl často používán jako úkryt, když aktivisty COSAS hledala policie. V červnu 1986 byla de Vliegová zatčena po razii v jejím domě, původně podle § 50 zákona o vnitřní bezpečnosti, a převezena na John Vorster Square a poté na policejní stanici v Hillbrow na třicet sedm dní.
De Vliegová v současnosti žije na severním pobřeží KwaZulu-Natal.

## Fotografie
Než se Gille de Vliegová stala fotografkou, byla aktivistkou, k fotografii se dostala díky práci s Black Sash. Mnohé z jejích snímků byly součástí měsíčních balíčků Afrapix zasílaných různým evropským organizacím na podporu boje proti apartheidu. Fotografická sbírka Gille de Vliegové je součástí on-line jihoafrického historického archivu a obsahuje 581 černobílých digitálních snímků. Je také jednou ze dvou žen ve filmu Beyond the Barricades. V roce 2014 byla nominována jako finalistka Mbokodo Awards.

## Kolektivní výstavy
- 2012 – Vzestup a pád apartheidu: Fotografie a byrokracie každodenního života – Mezinárodní centrum fotografie, New York City, NY
- 2012 – NUMSA
- 2011 – Fotografie 1950 – 2010 – Pretoria Art Museum, Pretoria
- 2009 – Konec odvodové kampaně (ECC)
- 2002 – Shooting Resistance: South African Photography 1976 – 1994 – Axis Gallery Inc., New York City, NY
- 1990 – Malibongwe – Nizozemsko
- 1989 – Radda Barnen – Švédsko
- 1987 – Taking Sides in South America – TPW – Toronto Photographers Workshop, Toronto, ON
- 1985 – Portréty lidí – Jihoafrická národní galerie Iziko

## Samostatné výstavy
- 2012 – „Hidden from View: Community Careers and HIV in Rural South Africa“ pořádané na University of KwaZulu-Natal, ve spolupráci s Amnesty International
- 2009 – 'Rising Up Together' v Durban Art Gallery s premiérou na National Arts Festival v Grahamstownu
- 2006 – 'Rising Up' na Constitution Hill, Johannesburg, otevřela bývalá soudkyně ústavního soudu Kate O'Reganová

## Publikace
- Vukhani Makhozikazi (1985)
- Beyond the Barricades (1989)
- Women by Women: '50 Years of Women's Photography in South Africa (2006)

## Galerie

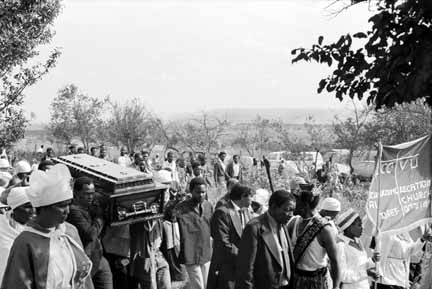
Pohřeb vůdce Driefonteinské komunity, Vusimusi Saula Mkhize, poté, co byl zastřelen mladým policistou, konstáblem Nienaberem dne 3. dubna 1983
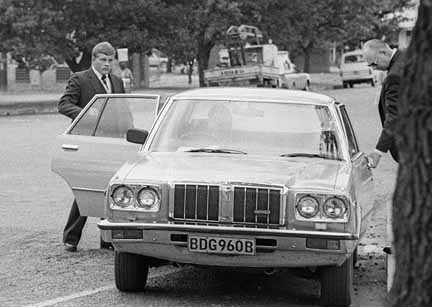
Konstábl Nienaber zastřelil 3. dubna 1983 vůdce Driefonteinu, Vusimusi Saula Mkhizeho. Zde opouští soud ve Volksrustu, Mpumalanga. 20. března 1984
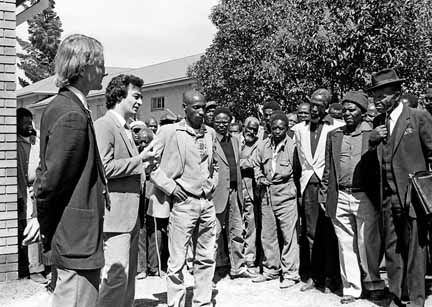
Právník Organizace pro lidská práva Geoff Budlender vysvětluje soudní postup obyvatelům Driefonteinu před soudem ve Volksrustu, zatímco čeká na zahájení procesu s konstáblem Nienaberem. 19. března 1984
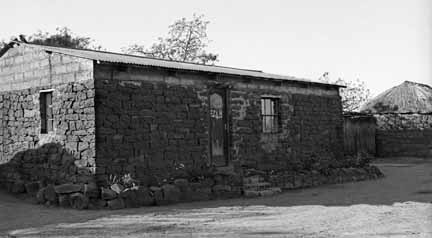
Usedlost rodiny Mkhize v Driefontein Mpumalanga v Jižní Africe. Číslo na dveřích označuje počet domácností, které má vláda apartheidu přemístit ze své země do vlasti. 10. května 1984
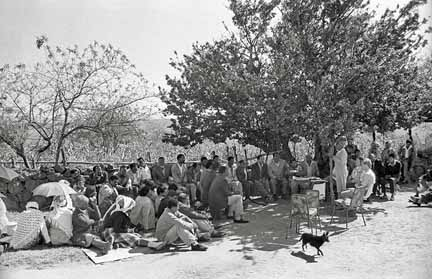
Setkání komunity pod stromem, kde se diskutuje o tom, jak zůstat na pozemcích Driefontein. 10. května 1984
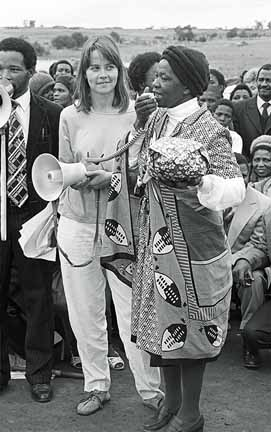
Nomhlangano Beauty Mkhize děkuje Anince Claasens, TRAC & Black Sash za jejich podporu při výstavbě kliniky postavené v Driefonteinu, aby obyvatelům ukázala vzdor vůči stěhování z jejich země. To je součástí slavnostního zahájení. 21. září 1985
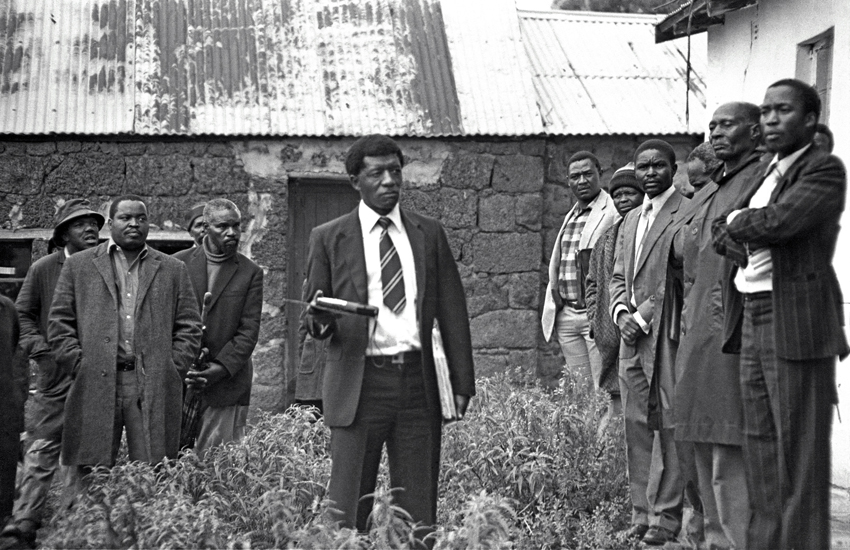
Saul Mkhize na setkání s magistrátem Wakkerstroomu, Driefontein Mpumalanga 19. března 1983
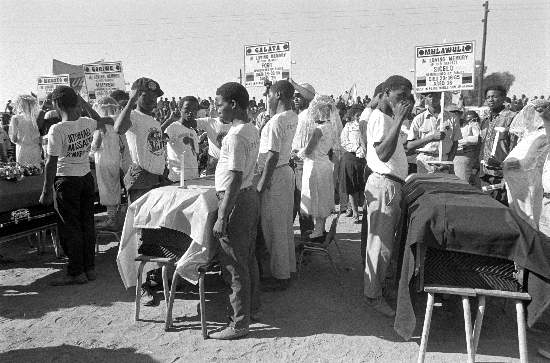
Pohřeb Cradock Four, pravděpodobně v Cradocku dne 20. července 1985